# モスクワIII駅
モスクワIII駅 (モスクワIIIえき、ロシア語:Платформа Москва III) は、ロシア連邦モスクワ北東区にある、ロシア鉄道の駅。ヤロスラヴリ近郊鉄道（シベリア鉄道本線）上の駅で、エレクトリーチカ（近郊列車）のみ停車する。

## 沿革
- 1929年 - 開業[1]。

## 駅構造
島式ホーム2面4線を有する地上駅。西側・東側の2面のホームの内、西側のホーム1面の方が幅が広い。ホーム中央付近には屋根が設けられている。ホーム南側はカーブしている。
駅舎は設けられておらず、ホーム間および駅出口は跨線橋により結ばれている。出口は西側・東側の両方に設けられている。

### のりば
| プラットホーム | 番線 | 列車             | 行き先                                         | 備考 |
| -------------- | ---- | ---------------- | ---------------------------------------------- | ---- |
| 1              | 1    | エレクトリーチカ | ヤロスラフスキー方面                           |      |
| 1              | 2    | エレクトリーチカ | ヤロスラフスキー方面                           |      |
| 2              | 3    | エレクトリーチカ | ムィティシ、バラキレヴォ、フリヤーズェヴォ方面 |      |
| 2              | 4    | エレクトリーチカ | ムィティシ、バラキレヴォ、フリヤーズェヴォ方面 |      |

## 駅周辺
- ソコーリニキ公園
- レゾナンス学校
- 市税事務所
- ポテンシャル学校
- ピャトニツコエ墓地（ロシア語版）
- カルーシュスコ＝リーシュスカヤ線アレクセーエフスカヤ駅
- モスクワ・サンクトペテルブルク鉄道リーシュスカヤ駅（ロシア語版）

## 隣の駅
ロシア鉄道
ヤロスラヴリ近郊鉄道
エレクトリーチカ
ヤロスラフスキー駅 - モスクワIII駅 - マレンコフスカヤ駅